# Redimi2
Redimi2 oder auch Redimido (bürgerlich Willy González Cruz; * 3. Juni 1979 in Santo Domingo) ist ein christlicher Reggaeton- und Hip-Hop-Künstler.

## Leben
Die Aussagen über das Leben des Künstlers beruhen im Wesentlichen auf nicht nachprüfbaren Selbstaussagen. William wuchs danach in den Slums der Hauptstadt der Dominikanischen Republik auf. Mit seiner Mutter und seinen vier Brüdern wohnte er in einer Zweizimmerwohnung. Als Willy acht war, fingen zwei seiner vier Brüder an, mit Drogen zu dealen. Eines Abends wurden die Leichen der beiden Brüder gefunden, darauf soll sich Willy und sein ein Jahr älterer Bruder Gustavo zu Jesus Christus bekehrt haben. An Willys 16. Geburtstag brach ein Bandenkrieg im Slum aus und sein Bruder Ricardo wurde durch einen verirrte Kugel getötet, woraufhin sich seine Mutter das Leben genommen haben soll. Nun schlugen sich die zwei Brüder alleine durch das harte Leben der Ghettos in Santo Domingo. Redimido schrieb mit 18 Jahren seine ersten Texte. In den örtlichen Kirchgemeinden sammelte er erste Bühnenerfahrung. Im Jahr 2005 wurde er durch Manny Montes entdeckt, als dieser ein Konzert in einer christlichen Gemeinde in Santo Domingo hatte. William war sein Vorprogramm, denn Redimi2 war in seiner Heimatstadt schon sehr bekannt. Im selben Jahr entstand Redimi2's Debüt, das von Manny Montes und Produzenten seines Labels A Fueguember Music produziert wurde. Damit wurde Redimi2 zumindest in Amerika bekannter.

## Diskografie

### Studioalben
- Revolución (2005)
- Redimi2 Vivo! (2008)
- Phenomenon Edition (2010)

### Presents Alben
- Redimi2 Presenta: El Equipo Invencible (2006)
- Redimi2 Presenta: ICPR (2009)
- Redimi2 & JG Presenta: Dominican Connection (2011)

### Livealben
- Redimi2 Live! (2007)

### Singles
- Unete A La Revolución Ft. Manny Montes (2005)
- Voy Delante (2005)
- Omar Y Erika (2005)
- El Equipo Invencible (2006)
- Mi Dialecto (2006)
- Las Drogas Y El Sida (2007)
- Yo No Canto Basura (2008)
- Soy Libre (2009)
- El Fenomeno (2010)
- La Oración (2010)
- Redimi2 Ft. Manny Montes (2011)

## Filmografie
- Santo Domingo (2007)
- Barrios (2009)
- Bandoleros (2010)